# Whitehorse Mountain
Whitehorse Mountain je vrchol nedaleko západního konce Severních Kaskád v americkém státě Washington. Nachází se kousek jihozápadně od města Darrington v údolí řeky Sauk, v divočině Boulder River a národním lese Mount Baker-Snoqualmie. Přestože jeho nadmořská výška není příliš vysoká, jedná se o velkou horu se strmými svahy. Její severní svah nabírá za necelé 3 kilometry výšky 1830 metrů.
Prvním horolezcem, který vystoupil na vrchol, byl v roce 1909 Nels Bruseth. Standardní cesta na vrchol vede po severozápadním svahu, začíná obtížnou chůzí, pokračuje šplháním po sněhu a končí šplhem třetí třídy. Horolezec při této cestě vystoupá téměř 1 830 metrů, tudíž se jedná o obtížnou horu. Mezi další cesty patří ledovec Whitehorse na severním svahu, Východní hřeben nebo Jihovýchodní hřeben.